# Meiri Shurui
Meiri Shurui K.K. (japanisch 明利酒類株式会社 Meiri Shurui Kabushiki-gaisha, deutsch ‚Meiri-Spirituosen‘) ist ein japanischer Spirituosenhersteller mit Sitz in Mito.

## Geschichte
Das Unternehmen geht auf die Katō-Sakebrauerei zurück, die während der Ansei-Ära (1855–1860) gegründet wurde. 1950 erfolgte die Umfirmierung als Kabushiki-gaisha (Aktiengesellschaft) Meiri Shurui.
1952 entwickelte das Unternehmen die Ogawa-Hefe, die besser an das kältere Klima Ostjapans angepasst ist und daher von einem Großteil der Sakebrauereien in Tōhoku genutzt wird. 1977 wurde diese vom Japanischen Brauerverband (日本醸造協会 Nihon Jōzō Kyōkai) als Hefe #10 (１０号酵母 10-gō kōbo) standardisiert.
Am 14. Februar 1998 wurde das Firmenmuseum Besshunkan (別春館) eröffnet.
Die Produkte des Unternehmens sind:
- Sake
  - Fukushōgun (副将軍) in verschiedenen Qualitätsstufen: Der 16-prozentige Daiginjō-Sake wurde 13-mal mit Gold[5] beim Japanischen Sakepreis (全国新酒鑑評会 Zenkoku Shinshu Kanpyōkai) der japanischen Regierung und des Verbandes der Sakehersteller[6] prämiert; der Honjōzō-Sake erhielt 2014 Gold beim Wineglass de Oishii Nihonshu Award (Fine Sake Awards).[7]
- Umeshu (Aprikosenlikör)
  - Hyakunen Umeshu (百年梅酒) aus Shirakaga-Umefrüchten, die in Brandy und Honig eingelegt wurden. Das Getränk gewann den 1. Preis beim Tenman Tenjin Umeshu Taikai (天満天神梅酒大会) 2008,[8] der größten Umeshu-Veranstaltung Japans,[9] sowie 1. Preis beim Mito no Ume Matsuri Umeshu Taikai (水戸の梅祭り梅酒大会) 2013.[8] Es existieren Sonderabfüllungen, die vom Illustrator Ume Aoki designt wurden.[10]
- Shōchū
  - Manʼyūki (漫遊記) aus Süßkartoffeln, Gerste oder Reis, 25 % Alkoholgehalt[11]
- Wodka
  - Meiri no Vodka 65-do (メイリのウォッカ 65度), 65 %[12]
  - Wa Vodka (和ウォッカ), 40 %[12]
- Gin
  - Wa Gin (和GIN), 45 %, aus sieben Gewürzen und 10 Jahre gelagert,[12] womit er der „älteste“ Japans ist.[13]
- Likör aus Aprikose, Grapefruit, Tomate, Mango, Zuckermelone, Satsuma oder Kiwi[14]